# Walter Mamani Quispe
Walter Mamani Quispe (Chupa, 10 de enero de 1972) es un ingeniero químico y político peruano. Actualmente es consejero regional de Puno por la provincia de Azángaro y, entre 2011 y 2014 fue alcalde del distrito de Chupa.
Nació en el distrito de Chupa, provincia de Azángaro, departamento de Puno, Perú, el 10 de enero de 1972, hijo de Mateo Mamani Serpa y Carmina Quispe Mamani. Cursó sus estudios primarios y secundarios en su localidad natal y, entre 1993 y 2000, cursó estudios superiores de ingeniería química en la Universidad Nacional del Altiplano en la ciudad de Puno.
Su primera participación política se dio en las elecciones municipales de 2006 cuando fue candidato a la alcaldía del distrito de Chupa sin éxito. Fue elegido para ese cargo en las elecciones municipales de 2010. Tentó su reelección en las elecciones municipales de 2014 sin éxito. Participó en las elecciones regionales del 2018 y fue elegido consejero regional por la provincia de Azángaro. En enero del 2020 fue elegido presidente del Consejo Regional de Puno.